# Sorsele (commune)
La commune de Sorsele est une commune suédoise du comté de Västerbotten. Sa superficie de la commune est de  7598 km2. 2489 personnes y vivent. Sa population est en baisse depuis 1970. Son chef-lieu se situe à Sorsele. Elle est frontalière avec la commune norvégienne de Rana et les communes suédoises d'Arvidsjaur, de Lycksele, de Storuman et de Malå.

## Étymologie
Le nom de la commune semble provenir du mot sami sourge, qui signifie branche, et sel, qui est d'origine suédoise et fait référence à une sorte de ruisseau. Cela fait référence à la rivière protégée Vindel (en suédois : Vindelälven), qui traverse la ville et la municipalité de Sorsele. 

## Géographie
La municipalité de Sorsele couvre une superficie de 8 012 km2. C'est la onzième plus grande municipalité par sa taille, mais elle a la deuxième plus petite population après Bjurholm.
Environ la moitié du territoire municipal fait partie de la Réserve naturelle de Vindelfjällen. 

## Histoire
La municipalité n'a pas été touchée par les deux réformes du gouvernement local du XXe siècle, mais a cette taille depuis la mise en place du système municipal en 1863.